# Estiracosaure
L'estiracosaure (Styracosaurus albertensis) és una espècie de dinosaure ceratop herbívor, l'única del gènere Styracosaurus que va viure al període Cretaci (Campanià), entre fa 76,5 i fa 75 milions d'anys. Tenia quatre o sis llargues banyes (epoccipitals modificats) que s'estenien des del collar, una petita banya a cada galta i una única banya que li sortia de sobre el nas. Aquesta banya nasal podria haver assolit una mida de 60 centímetres de longitud i 15 de diàmetre. La funció o funcions de les banyes i collars han estat debatudes durant molts anys.
L'estiracosaure era un dinosaure relativament gran que podia superar els 5,5 metres de longitud i arribava a pesar prop de tres tones, amb un cos voluminós. Feia 1,8 metres d'alçada. Les quatre potes de l'estiracosaure eren curtes i la cua també era força curta. El crani presentava un bec i molars de tall alineades en bateries dentals contínues, cosa que suggereix que aquest animal tallava les plantes a rodanxes. Com altres ceratops, l'estiracosaure podria haver estat un animal gregari, viatjant en grans grups, com ho suggereixen els llits d'ossos d'aquest animal.
Aquest gènere de dinosaure fou anomenat per Lawrence Lambe l'any 1913. L'estiracosaure és un membre dels centrosaurins. Altres espècies que havien estat assignades a aquest gènere han estat reassignades a altres.

## Descripció
Els individus adults d'estiracosaure mesuraven aproximadament 5,5 metres de longitud i pesaven unes 2,7 tones. El crani era robust, amb un musell allargat, una banya recta i alta sobre el nas, i un collar parietoescatós coronat amb almenys quatre pues llargues. Les pues més llargues del collar tenien una longitud comparable a la de la banya nasal, d'entre 50 i 55 centímetres de llargada. S'ha estimat que la banya de sobre el nas de l'espècimen holotip mesura 57 centímetres, però la banya només és parcialment completa. Basant-se en altres nuclis de banya nasal d'estiracosaure i centrosaure, aquesta banya podria haver arribat a un punt d'arrodoniment vers la meitat d'aquesta longitud.

Mida d'un estiracosaure en comparació amb la d'un humà.

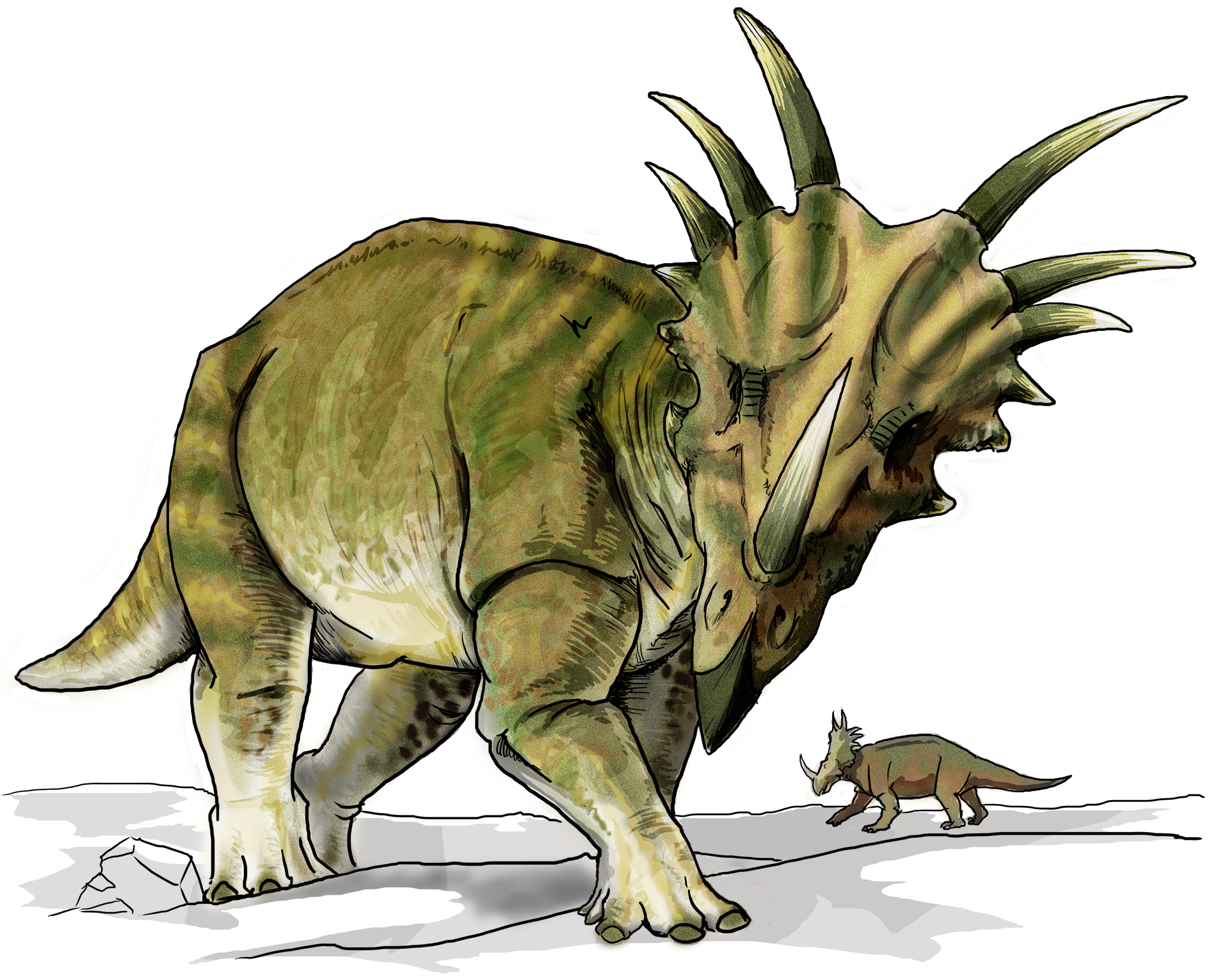
Il·lustració d'un estiracosaure

A part de la llarga banya nasal i les quatre llargues pues del collar, l'ornamentació del crani era variable. Alguns individus presentaven petites projeccions amb forma de garfi i protuberàncies al marge posterior del collar, semblants a les del centrosaure però més petites. Altres tenien protuberàncies menys prominents. Alguns, com l'individu tipus, tenien un tercer parell de pues llargues al collar. Altres presentaven projeccions molt més petites. Es troben altres petites puntes als marges dels costats d'alguns espècimens. En els subadults hi ha presents banyes modestes a la part frontal del crani amb forma de piràmide, però en els adults són substituïdes per forats. Com la majoria de ceratòpsids, l'estiracosaure presentava unes grans fosses (obertures) al collar. La part frontal de la boca presentava un bec desdentat.
El cos voluminós de l'estiracosaure s'assemblava al dels rinoceronts. Tenia unes espatlles poderoses que podrien haver estat útils en combats intraespecífics. L'estiracosaure presentava una cua relativament curta. Cada dit tenia un unglot similar a una peülla que estava enfundat per un material corni.
S'han proposat diverses posicions de les cames per l'estiracosaure i els ceratòpsids en general, incloent-hi les potes davanteres situades per sota el cos, o, alternativament, recolzades en una posició aixafada. El treball més recent ha proposat una posició intermèdia, amb els colzes lleugerament inclinats. Els paleontòlegs Gregory Paul i Per Christiansen, del Museu Zoològic de la Universitat de Copenhaguen (Dinamarca), van proposar que els grans ceratops com l'estiracosaure eren capaços de córrer tan ràpid com un elefant, basant-se en pistes de petjades que possiblement va deixar un ceratop i que no presenta indicis d'una posició de les extremitats anteriors esteses.

## Classificació
L'estiracosaure és un membre dels centrosaurins, una subfamília de grans dinosaures banyuts que visqueren a Nord-amèrica i que es caracteritzaven per les seves «banyes nasals prominents, banyes frontals secundàries, un os escatós curt en un collar curt, una cara alta i profunda en comparació amb els ceratopsins i una projecció a la part posterior de la fossa nasal». Aquest clade inclou altres membres com el centrosaure (del qual el grup pren el nom), el paquirinosaure, l'avaceratop, l'einiosaure, albertaceratop, l'aquelousaure, el braquiceratop, i Monoclonius, tot i que aquests dos últims són dubtosos. A causa de la variació entre espècies, i fins i tot entre espècimens individuals de centrosaurins, hi ha hagut molt de debat sobre quins gèneres i espècies són vàlids, particularment si el centrosaure i/o Monoclonius són gèneres vàlids, no diagnosticables, o membres de sexes oposats. L'any 1996, Peter Dodson trobà prou variació entre el centrosaure, l'estiracosaure i Monoclonius per garantir gèneres separats, i l'estiracosaure s'assemblava molt més al centrosaure del que ambdós s'assemblaven a Monoclonius. Dodson també creia que una de les espècies de Monoclonius, M. nasicornis, podria haver estat en realitat una femella d'estiracosaure. Les seves avaluacions s'han seguit parcialment, mentre que altres investigadors no han acceptat Monoclonius nasicornis com una femella d'estiracosaure, ni Monoclonius com a gènere vàlid. Mentre que s'ha proposat dimorfisme sexual per un ceratop més primitiu, el protoceratop, no hi ha cap prova clara de dimorfisme sexual en cap ceratòpsid.

### Orígens
Els orígens evolutius de l'estiracosaure van romandre desconeguts durant molts anys, car les proves fòssils de ceratops primitius eren escasses. El descobriment del protoceratop, l'any 1922, va aportar informació sobre les relacions de parentiu dels primers ceratops, però van haver de passar moltes dècades per aconseguir troballes addicionals que omplissin més espais intermedis d'aquestes relacions. Troballes recents, de finals de la dècada del 1990 i del 2000, incloent-hi el zuniceratop, el ceratop amb banyes al front més antic conegut i Yinlong, el primer ceratop del Juràssic conegut, indiquen a què es podien haver assemblat els ancestres de l'estiracosaure. Aquests nous descobriments han estat importants per ampliar el coneixement de l'origen dels dinosaures banyuts en general, i suggereixen que el grup es va originar durant el Juràssic a Àsia i que els autèntics ceratops banyuts aparegueren a principis del Cretaci superior a Nord-amèrica.

## Descobriment i espècies
Les primeres restes fòssils d'estiracosaure foren recollides a Alberta (Canadà) per C. M. Sternberg (en una àrea coneguda actualment com a Parc Provincial del Dinosaure (Dinosaur Provincial Park) i foren anomenades per Lawrence Lambe l'any 1913. El lloc on es van trobar les restes fou revisitat l'any 1935 per la plantilla del Museu Reial d'Ontario, que trobà les mandíbules inferiors que faltaven i gran part de l'esquelet. Els fòssils que van trobar indicaven que S. albertensis feia entre 5,5 i 5,8 metres de longitud i uns 1,65 metres d'alçada a la pelvis. Un tret inusual del primer crani que es trobà era que la pua del collar més petita de la banda esquerra estava s'encavalcava parcialment amb la base de la següent pua. Sembla que el crani va patir un trencament en aquest punt durant la vida de l'animal i es va escurçar en uns sis centímetres. La mida normal d'aquesta àrea és desconeguda perquè l'àrea homòloga del costat dret del collar no fou recuperada.

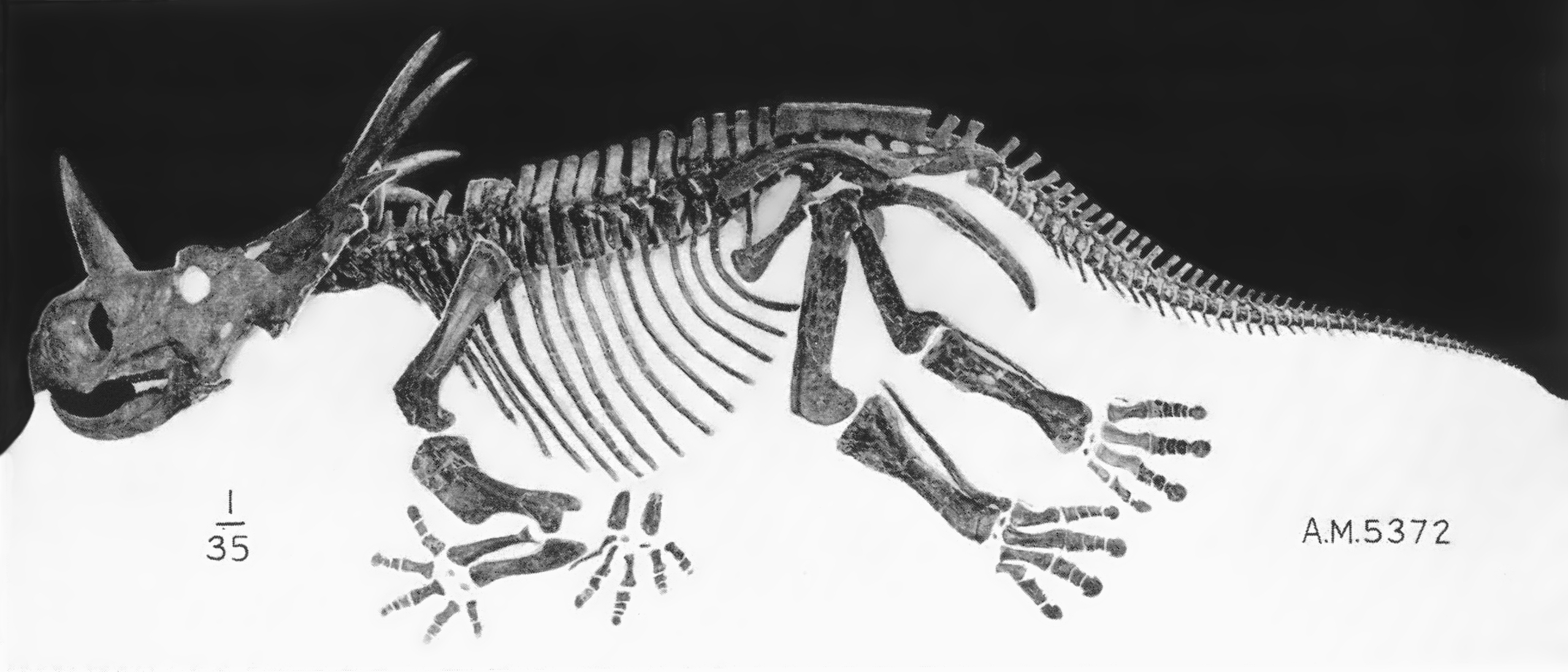
Esquelet de Styracosaurus "parksi", espècimen AM5372.

Barnum Brown i Erich Maren Schlaikjer, que treballaven pel Museu Americà d'Història Natural de Nova York, van recol·lectar un esquelet articulat gairebé complet amb un crani parcial l'any 1915. Aquests fòssils també es van trobar a la formació de Dinosaur Park, a prop de Steveville (Alberta). Brown i Schlaikjer van comparar les troballes, i, tot i que ells acceptaven que ambdós espècimens provenien de les mateixes localitat general i formació geològica, van considerar que l'espècimen era prou diferent de l'holotip per justificar que fos assignat a una nova espècie, i van descriure els fòssils com pertanyents a Styracosaurus parksi, anomenat en honor de William Parks. Les diferències entre els espècimens citades per Brown i Schlaikjer incloïen la diferència entre els ossos de les galtes, prou diferents als de S. albertensis, i les vèrtebres caudals més petites. S. parksi també tenia una mandíbula més robusta i un dentari més curt, i el collar es diferenciava del de l'espècie tipus per la seva forma. Tanmateix, gran part del crani consistia en una reconstrucció de guix, i l'article original de l'any 1937 no il·lustrava els ossos reals del crani. Actualment s'accepta com un espècimen de S. albertensis.
A l'estiu de l'any 2006, Darren Tanke, del Royal Tyrrell Museum of Palaeontology de Drumheller, Alberta, trobà de nou el jaciment de S. parksi, perdut des de feia molt de temps. A la pedrera s'hi van trobar peces del crani, evidentment abandonades per l'equip l'any 1915. Foren recollides i s'espera que se'n trobin més, potser suficients per justificar una redescripció del crani i comprovar si S. albertensis i S. parksi són el mateix. El museu Tyrrell també ha recuperat nombrosos cranis parcials d'estiracosaure. També s'ha explorat com a mínim un llit d'ossos confirmat (bonebed 42) al Dinosaur Provincial Park (altres han suggerit que els llits d'ossos d'estiracosaure en realitat contenen fòssils d'una barreja d'animals, i restes de ceratops no descrits). El bonebed 42 és conegut per contenir nombroses peces de cranis com ara nuclis de banyes, mandíbules i peces de collars.
Una tercera espècie, S. ovatus, de la formació del Two Medicine de Montana, fou descrita per Gilmore l'any 1930. El material fòssil és limitat, sent la millor part l'os parietal del collar, però un tret inusual és que el parell de pues més properes a la línia mitjana del crani convergeixen cap al centre, en comptes d'anar en direcció contrària com és el cas en S. albertensis. També hi podria haver hagut només un parell de pues a banda i banda del collar, en lloc de tres. Les pues són molt més curtes que en S. albertensis; la més llarga fa només 295 mil·límetres de longitud. Una revisió recent de les restes de crani de l'estiracosaure feta per Ryan, Holmes i Russell ha conclòs que es tracta d'una espècie distinta, i l'any 2010 McDonald i Horner el van emplaçar en el seu propi gènere, el rubeosaure.
Diverses espècies que s'havien assignat al gènere Styracosaurus posteriorment han estat reassignades a altres gèneres. S. sphenocerus, descrita per Edward Drinker Cope l'any 1890 com una espècie de Monoclonius i basada en un os nasal amb un trencament similar a la banya del nas recta de l'estiracosaure, fou atribuït a Styracosaurus l'any 1915. "S. makeli", anomenat informalment pels paleontòlegs afeccionats Stephen i Sylvia Czerkas l'any 1990 a la llegenda d'una il·lustració, és un nom primerenc de l'einiosaure. "S. borealis" és un nom informal primerenc de S. parksi.

## Paleobiologia
L'estiracosaure i altres dinosaures banyuts sovint són representats a la cultura popular com a animals gregaris. Es coneix un llit d'ossos constituït per restes d'estiracosaure a la formació de Dinosaur Park d'Alberta, vers la meitat de la formació. Aquest llit d'ossos està associat a diferents tipus de dipòsits fluvials. La mort en massa podria haver estat deguda a una congregació d'animals no gregaris al voltant d'un pou d'aigua en un període de sequera; hi ha proves que suggereixen que l'entorn podia haver sigut estacional o semiàrid.
L'estiracosaure és conegut per ocupar una posició més elevada a la formació (relacionada específicament amb el seu gènere) respecte del seu parent proper, el centrosaure, cosa que suggereix que l'estiracosaure va desplaçar els centrosaures a mesura que l'entorn canviava al llarg del temps.

### Dentadura i dieta
L'estiracosaure era un dinosaure herbívor; probablement s'alimentava principalment de vegetació baixa, com ho indica la posició del cap. Tanmateix, podria haver estat capaç d'abatre plantes més altes amb les banyes, el bec i la massa corporal. Les mandíbules presentaven un bec profund i estret, que es creu que era més útil per subjectar i arrencar que per mossegar.
Les dents dels ceratops, incloent-hi les de l'estiracosaure, estaven alineades en grups anomenats bateries. Les dents més antigues, a la part superior, eren reemplaçades contínuament per les dents que es trobaven a sota seu. A diferència dels hadrosàurids, que també tenien bateries dentals, les dents dels ceratops tallaven però no molien. Alguns científics han suggerit que els ceratops com l'estiracosaure menjaven arecàcies i cicadòfits, mentre altres han suggerit falgueres. Dodson va suggerir que els ceratops del Cretaci superior podrien haver abatut arbres angiospermes per arrencar-ne les fulles i branquetes.

### Banyes i collar

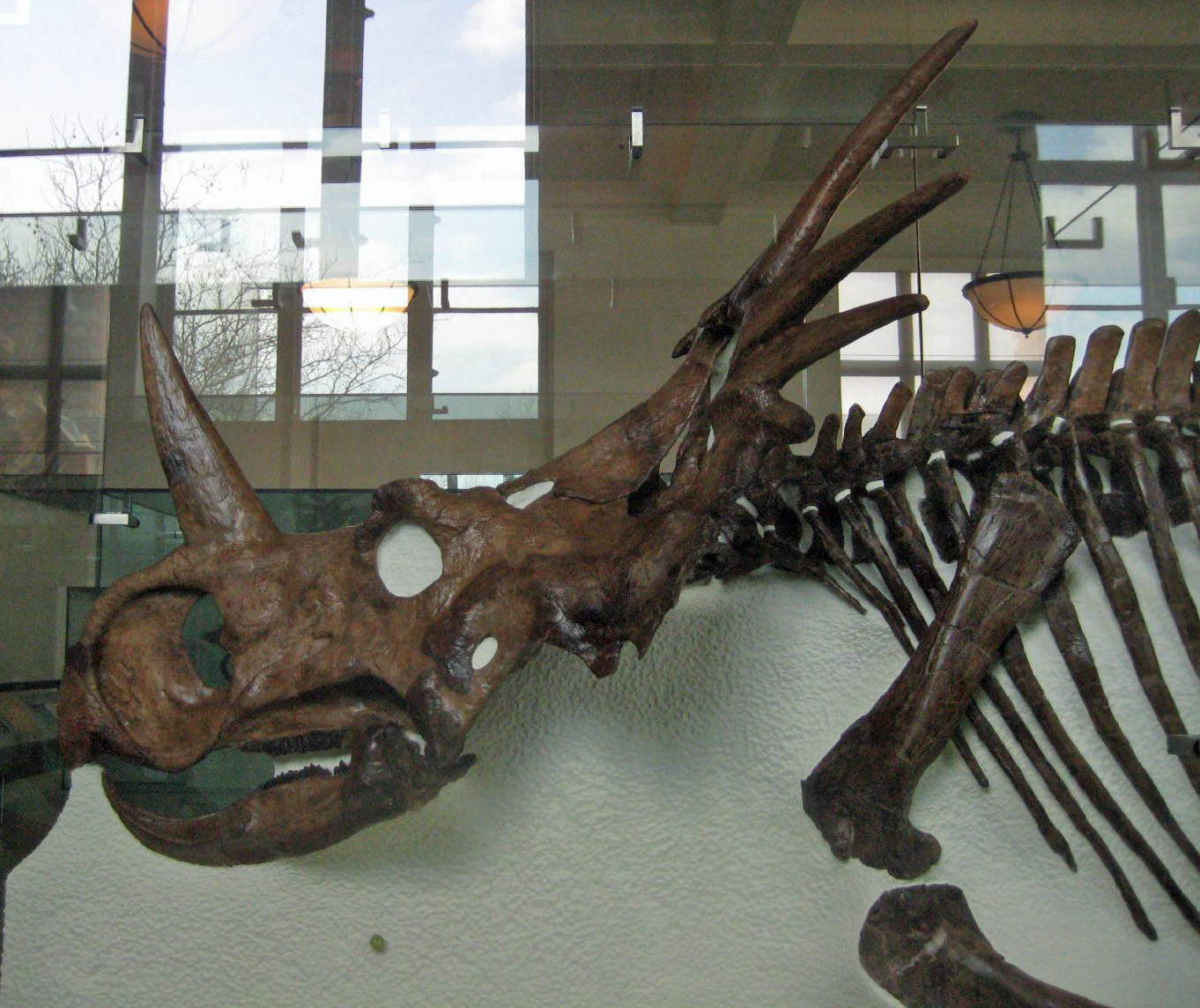
Perfil d'un crani de Styracosaurus albertensis. Esquelet exposat al Museu Americà d'Història Natural.

Les banyes nasals llargues i el collar de l'estiracosaure es troben entre els guarniments facials més distintius de tots els dinosaures. La seva funció ha estat objecte de debat des que es van trobar els primers dinosaures banyuts.
A principis del segle xx, el paleontòleg R. S. Lull va suggerir que els collars dels dinosaures ceratops actuaven com a punts d'ancoratge dels músculs de les mandíbules. Més tard va observar que les pues podrien haver donat un aspecte formidable a l'estiracosaure. L'any 1996, Dodson donà suport, en part, a la idea de l'ancoratge dels músculs i va crear esquemes detallats de possibles ancoratges de músculs als collars de l'estiracosaure i el casmosaure, però no donà suport a la idea que ocupaven la totalitat de les fosses. De totes maneres, C. A. Forster no trobà cap prova de grans punts d'ancoratge de músculs als ossos del collar.
Durant molt de temps es va creure que els ceratops com l'estiracosaure utilitzaven els collars i banyes com a defensa contra els grans dinosaures predadors del seu temps. Tot i que els forats, lesions, i altres danys en els cranis de ceratòpsids sovint s'atribueixen a danys ocasionats per banyes durant el combat, un estudi de l'any 2006 no trobà cap prova de lesions per col·lisió de banyes que provoquessin aquest tipus de danys (per exemple, no hi havia indicis d'infecció o curació). D'altra banda, se n'han suggerit causes com ara reabsorcions no patològiques de l'os o malalties òssies desconegudes.
El gran collar de l'estiracosaure i de gèneres propers també pot haver contribuït a incrementar la superfície corporal per la termoregulació, com les orelles dels elefants moderns. S'ha proposat una teoria similar pel que fa a les plaques dels estegosaures, tot i que aquest ús per si sol no serviria per explicar l'àmplia i extravagant diversitat de collars observada en els diferents grups de ceratòpsids. Aquesta observació és altament suggeridora del que actualment es creu que era la funció primària, l'exhibició.
La hipòtesi de l'ús del collar en l'exhibició sexual fou proposada per primera vegada l'any 1961 per Davitàixvili, i ha anat guanyat acceptació. Les proves que donen suport a la importància de l'exhibició visual, tant en el festeig com en altres comportaments socials, es poden apreciar en el fet que els dinosaures banyuts diferien molt marcadament en els seus guarniments, fent que cada espècie fos molt distintiva. Tanmateix, els animals actuals dotats de banyes i guarniments els empren en comportaments similars.

## Aspectes culturals

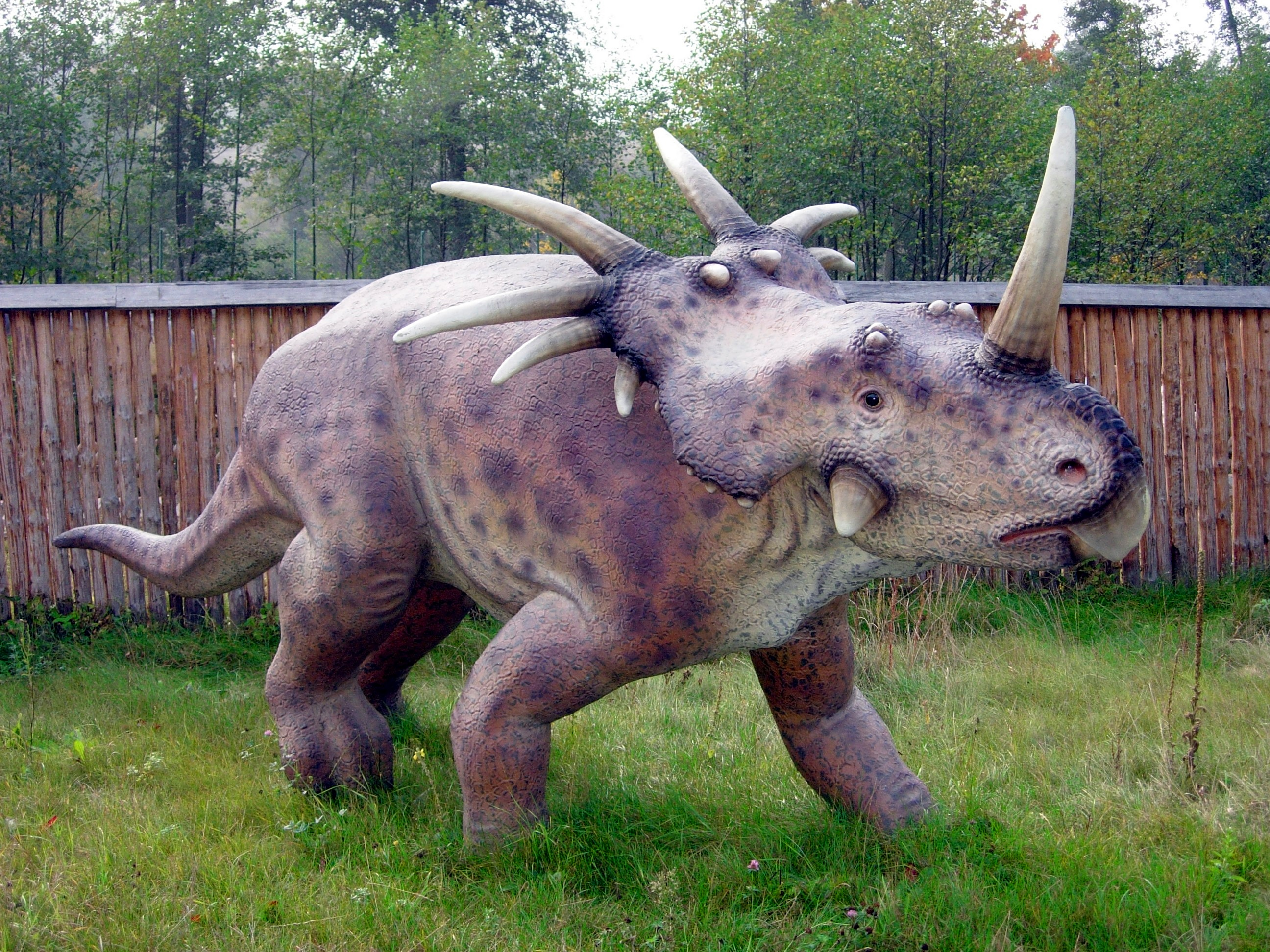
Model d'estiracosaure al Bałtów Jurassic Park, Polònia.

Gràcies al seu collar i banyes distintius, les representacions de l'estiracosaure són fàcils de reconèixer. Les pues, ganxos i banyes ancorats al cap d'aquest dinosaure van despertar la imaginació dels cineastes durant els primers anys de les pel·lícules amb moviment stop-motion, i això va conduir a la seva aparició al cinema des d'aleshores. Entre aquestes pel·lícules destaca Son of Kong (1933), en què l'estiracosaure combat amb els herois de la pel·lícula; The Valley of Gwangi (1969), en què un estiracosaure s'enfronta a un dinosaure carnívor;The Land That Time Forgot (1975) en què dos animals són bombardejats per un submarí alemany i la pel·lícula generada per ordinador de Disney Dinosaur (2000), en què un estiracosaure antropomòrfic anomenat Eema té un ancilosaure com a animal de companyia. El gènere també apareix a la novel·la Parc Juràssic, a la llista de dinosaures presents al parc, però no se'l veu a l'adaptació cinematogràfica.
A la televisió, l'estiracosaure ha aparegut en diversos dibuixos animats i animes, incloent-hi Power Rangers: Dino Thunder (Bakuryuu Sentai Abaranger), Dinozaurs, Dino-Riders, Dinosaucers i Zoids. L'estiracosaure també ha aparegut en nombrosos videojocs, incloent-hi el popular Jurassic Park i les sagues de Turok, Zoo Tycoon i Banjo-Kazooie.